# NGC 6865
NGC 6865 é uma galáxia lenticular (S0) localizada na direcção da constelação de Aquila. Possui uma declinação de -09° 02' 26" e uma ascensão recta de 20 horas, 05 minutos e 56,4 segundos.
A galáxia NGC 6865 foi descoberta em 28 de Junho de 1863 por Albert Marth.